# Firestar
Firestar (nota anche col nome italiano Stella di Fuoco), il cui vero nome è Angelica Jones, è un personaggio dei fumetti e dei cartoni animati, facente parte dell'universo Marvel. A differenza della maggior parte dei personaggi è comparsa prima nei cartoni animati ed è stata successivamente integrata nella continuity degli albi a fumetti.
È una supereroina mutante che ha fatto parte dei Nuovi Mutanti, dei Vendicatori e dei Satiri. Firestar fece la sua prima apparizione nel 1981 con la prima puntata della serie animata L'Uomo Ragno e i suoi fantastici amici (episodio: The Triumph of the Green Goblin) e venne poi introdotta nei fumetti nel numero 193 della testata Uncanny X-Men nel maggio 1985.

## Biografia del personaggio

### L'Uomo Ragno e i suoi fantastici amici
Angelica Jones venne originalmente creata per fungere da personaggio unico per la serie animata. Un nome preparatorio fu Heat Wave. Nella serie è un membro degli X-Men con l'Uomo Ghiaccio, con cui sembra avere una certa intesa sentimentale (ma in un episodio avrà una storia d'amore con Sole Ardente). Quando i due X-Men incontrarono il ragno formarono un gruppo per fermare lo Scarabeo. È interessante notare quanto il look di Angelica Jones somigli a quello di Mary Jane Watson negli anni settanta.
Nella versione italiana della serie animata il suo nome è stato tradotto in Stella di Fuoco.

### Nei fumetti
Angelica Jones appare come membro recluta dei Satiri sebbene non sia stata mai mandata in missione perché Emma Frost voleva instillare nell'insicura Firestar la malvagità. Ma Emma Frost venne sconfitta e i Satiri uccisi, così Angelica tornò a vivere con suo padre.

#### New Warriors
Firestar diventò un membro dei New Warriors e s'innamorò del compagno Vance Astrovik, Justice. Successivamente scoprì che i suoi poteri erano nocivi e l'avevano resa sterile. Angelica si trovò per un periodo senza Vance, che era in prigione dopo avere ucciso preterintenzionalmente il padre dopo l'ennesima violenta lite. Lei aiutò l'Uomo Ragno contro un Carnage scatenato assieme a Morbius, la Gatta Nera e Venom. Tuttavia lei si rifiutò di uccidere Carnage anche se per fermare la sua furia omicida.

#### Vendicatori
Lei e Vance aiutarono gli eroi più potenti della terra contro Morgan LeFay, così si meritarono il titolo di Vendicatori. Angelica dimostrò quanto poco le importava della moda quando Wasp le propose di indossare uno dei suoi costumi e rifiutò. Henry Pym dimostrò che ciò che la rendeva infertile era la sua immunità ai suoi poteri perciò le diede un costume che ridusse le radiazioni. Più tardi tornò con i New Warriors.

#### House of M, Civil War e conseguenze
Una dei pochi mutanti che avevano conservato i loro poteri sulla Terra dopo la decimazione di Scarlet, dopo la strage di Stamford fu fatta segno all'ostilità popolare soprattutto per colpa di Hindsight Lad, che mise in piedi un sito in cui rivelava le identità degli ex-compagni rimasti, incitando la popolazione a colpirli con ferocia. Venne aiutata assieme agli altri Warriors da She-Hulk, che provvide a fare arrestare Hindsight e chiudere il sito.
Con il progredire della Civil War reagì all'Atto di registrazione dei superumani ritirandosi a vita privata, in quanto non voleva diventare né una supereroina governativa né una ribelle fuorilegge.

#### Marvel Now! Amazing X-Men
Entra a far parte degli X-Men come insegnante. Sembra essersi innamorata di Bobby Drake, l'Uomo Ghiaccio.

### Spider-Verse
Nella versione di Terra-1983, universo dove si ambienta la serie animata TV L'Uomo Ragno e i suoi fantastici amici, viene uccisa insieme all'Uomo Ragno e all'Uomo Ghiaccio nell'evento ragnesco Spider-Verse.

## Versione Ultimate
Esiste una versione di Firestar anche nell'universo Ultimate. Qui non è Angelica Jones ma Liz Allan, amica di Mary Jane Watson e Peter Parker, che dopo aver scoperto di avere dei poteri e di essere figlia di Blob, un membro della Confraternita dei mutanti malvagi, decide di unirsi agli X-Men.

## Poteri e abilità
Può manipolare le microonde per creare fiammate, raggi di calore e per volare.

## Altri media

### Televisione
Firestar compare come una dei protagonisti in:
- L'Uomo Ragno e i suoi fantastici amici

Firestar compare anche in:
- Wolverine e gli X-Men
- Super Hero Squad Show

### Videogiochi
- Spider-Man and Venom: Maximum Carnage
- Marvel: La Grande Alleanza
- Marvel: La Grande Alleanza 2
- Marvel Heroes
- Marvel Strike Force